# Exochordeae
Exochordeae je tribus ružovki, dio potporodice Amygdaloideae, koji se satoji od tri priznata roda. Tribus je opisan 2010. godine.

## Rodovi
1. Exochorda Lindl., eksohorda
2. Oemleria Rchb., emlerija
3. Prinsepia Royle, prinsepija